# Anders Olsson (1848–1927)
Anders Olsson, född 29 september 1848 i Alfta församling, Gävleborgs län, död 30 juli 1927 i Alfta församling, Gävleborgs län, var en svensk riksspelman och folkmusiker. Han deltog vid Riksspelmansstämman på Skansen 1910.